# Czerwony Kościół
Czerwony Kościół (deutsch Rothkirch) ist ein Dorf in der Landgemeinde Krotoszyce im Powiat Legnicki der Woiwodschaft Niederschlesien in Polen. Es liegt acht Kilometer südwestlich von Legnica (Liegnitz).

## Geschichte
Rotkirch war das Stammhaus des schlesischen Adelsgeschlechts Rothkirch, das teilweise auf eine mit der später heiliggesprochen Hedwig von Andechs nach Schlesien eingewanderte Familie von Tauer / Thauer zurückgehen soll. Erstmals urkundlich erwähnt wurde Rothkirch im Jahre 1302 mit „Woycech de Rufa ecclesia“. Es gehörte von Anfang an zum Herzogtum Liegnitz, das sich 1335 als ein Lehen Böhmen unterstellte. Vermutlich um 1374 verkaufte Günzel von Rothkirch den Ort an das Adelsgeschlecht von Schellendorf, dem u. a. die Lassota von Steblau und die von Falkenhayn folgten. Nach dem Tod des Herzogs Georg Wilhelm I., mit dem 1675 die Stammlinie der Schlesischen Piasten erlosch, fiel Rotkirch zusammen mit dem Herzogtum Liegnitz als erledigtes Lehen durch Heimfall an Böhmen.
Nach dem Ersten Schlesischen Krieg gelangte es 1742 mit dem größten Teil Schlesiens an Preußen. Nachfolgend wurde es dem Landkreis Liegnitz eingegliedert, mit dem es bis 1945 verbunden blieb. 1776 erwarb Hans Sigismund von Rothkirch und Panthen von den Brüdern Friedrich, Wilhelm, Heinrich und Johann von Festenberg-Packisch den vormaligen Familienbesitz. Karl Hans Ernst von Rothkirch und Panthen errichtete das Schloss in Rothkirch. 1874 wurde der Amtsbezirk gebildet, dem die Landgemeinden Gassendorf, Grosnig, Pahlowitz, Rothkirch, Schimmelwitz, Schmochwitz und Weißenhof sowie die gleichnamigen Gutsbezirke eingegliedert wurden.
Als Folge des Zweiten Weltkriegs fiel Rothkirch mit dem größten Teil Schlesiens an Polen und wurde in Czerwony Kościół umbenannt. Die deutsche Bevölkerung wurde – soweit sie nicht vorher geflohen war – 1945/46 vertrieben. Die neu angesiedelten Bewohner waren teilweise Zwangsumgesiedelte aus Ostpolen, das an die Sowjetunion gefallen war.

## Sehenswürdigkeiten
- Katholische Filialkirche St. Mariä Geburt (polnisch Kościół Wniebowzięcia Najświętszej Maryi Panny) wurde vermutlich Mitte des 13. Jahrhunderts im Stil der Frühgotik errichtet und 1302 erstmals erwähnt. Das Sakramentshaus stammt aus dieser Zeit. Seit der Reformation bis Kriegsende 1945 war sie evangelisch. In der zweiten Hälfte des 17. Jahrhunderts wurde sie umgebaut. Es ist eine Saalkirche mit kreuzrippengewölbtem Chor. Der Holzturm über dem Chor ist mit Helm und Laterne bekrönt. Im Hauptaltargemälde wird die Heilige Sippe dargestellt. Taufbecken und Kanzel wurden Anfang des 19. Jahrhunderts geschaffen. Die Grabplatten stammen überwiegend aus dem 17. Jahrhundert. Dargestellt werden u. a. Hans von Lessota († 1600), mit Inschrift und Wappen; ganzfigurig: Abraham von Lessota und Bernhard von Falkenhayn.
- Das Schloss Rothkirch wurde 1794 an der Stelle eines Vorgängerbaus durch Carl Hans von Rothkirch-Panthen – vermutlich nach Entwurf von Carl Gotthard Langhans – errichtet und blieb bis 1945 im Besitz des Adelsgeschlechts Rothkirch. Ende des 19. Jahrhunderts wurde es umgebaut. Letzter Besitzer war Hans Joachim von Rothkirch und Trach. Nach dem Übergang an Polen 1945 wurde es von der Roten Armee eingenommen. Später gehörte es einer PGR, teilweise wurden Wohnungen eingerichtet. Nach 1990 wurde es privatisiert.

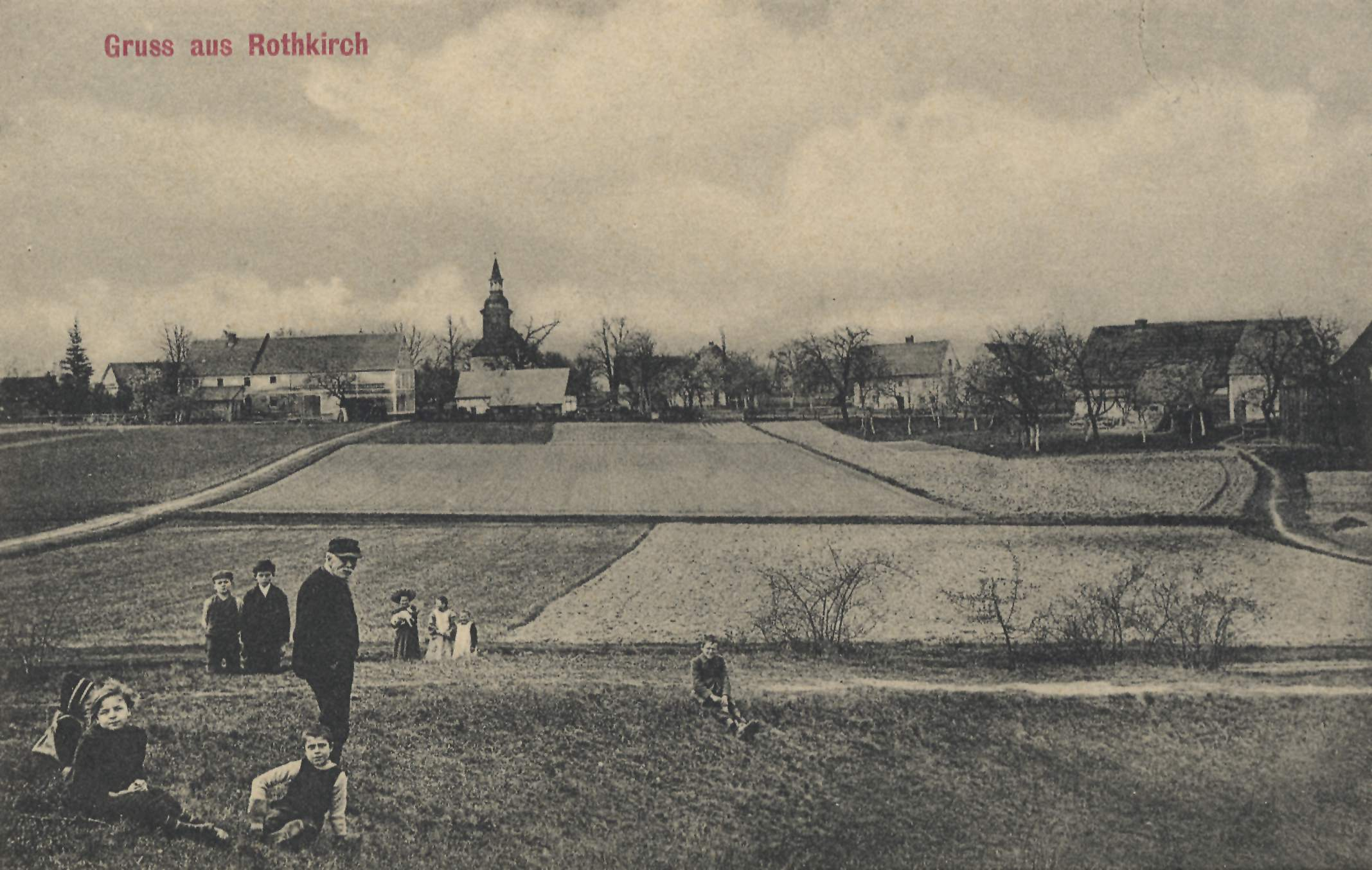
Rothkirch vor 1945
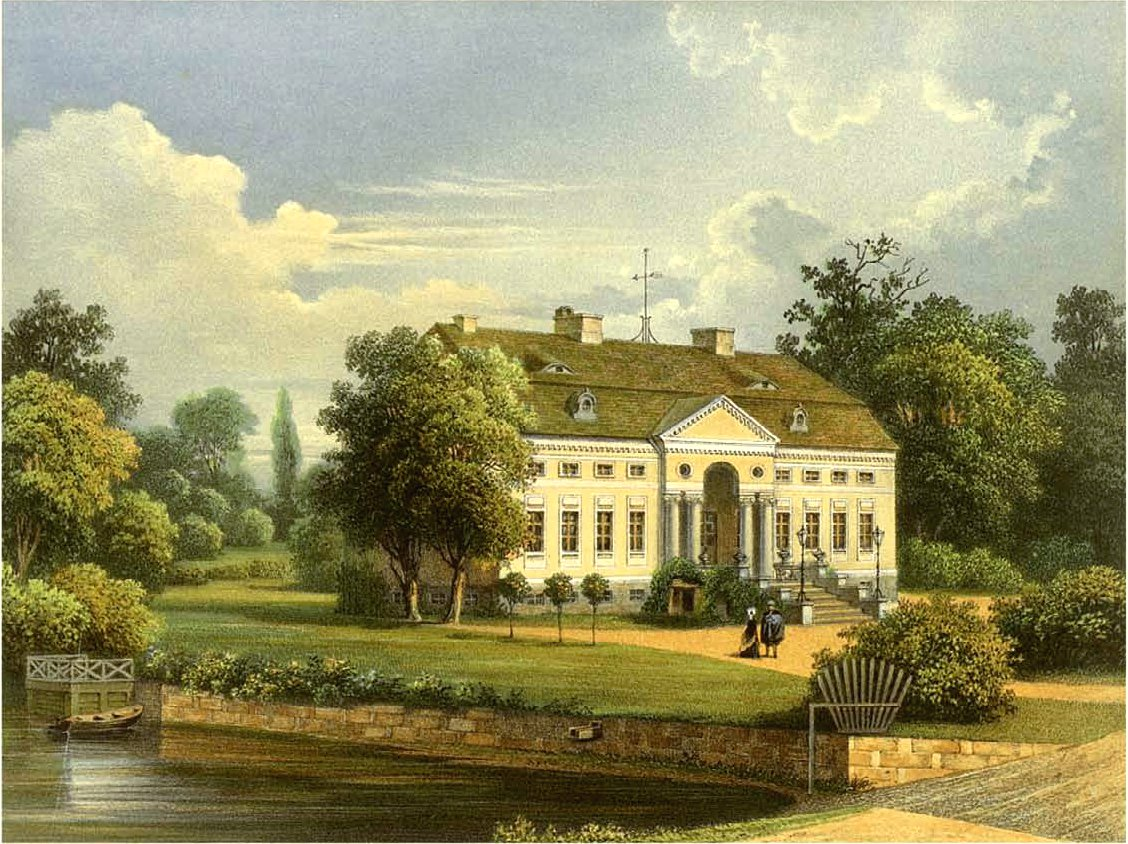
Schloss Rotkirch im 19. Jahrhundert
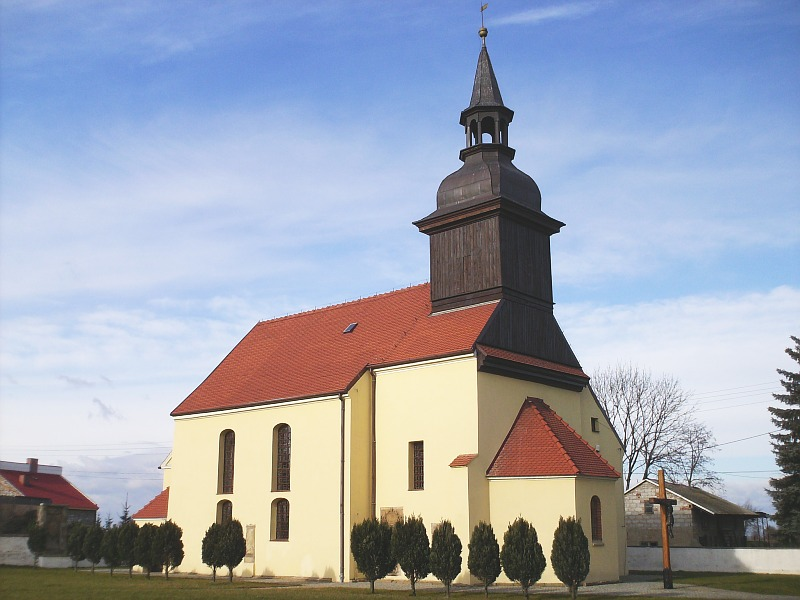
Kirche Mariä Geburt